# Kristina Apgar
Kristina Apgar (* 10. Juni 1985 in Morristown, New Jersey) ist eine US-amerikanische Schauspielerin.

## Leben
Apgar wurde in Morristown von Marc und Ruth Apgar geboren. In jungen Jahren begann sie in einer Balletcompany tanzen zu lernen. Sie studierte dann an der „Pace Universität“ in New York City, dem „Santa Monica College“ und ging dann an die UCLA. Apgar begann bei einer Modellschule und fand dann verschiedene Firmen für die sie arbeitete. Ihr erster Fernsehauftritt war bei einer Soap namens Jung und Leidenschaftlich – Wie das Leben so spielt.
Apgar war eine regionale Bereichsorganisatorin für „Organizing for America“ während der Präsidentschaftswahl 2012. Sie war weiterhin in dieser Funktion während des „National Day of Service“ tätig, der vom „Presidential Inaugural Committee“ in 2013 und in der neu strukturierten „Organizing for America“-Organisation gefördert wurde.

## Filmografie (Auswahl)
- 2004: Jung und Leidenschaftlich – Wie das Leben so spielt (As the World Turns, Fernsehserie, eine Folge)
- 2004: Rescue Me (Fernsehserie, 2 Folgen)
- 2005: Criminal Intent – Verbrechen im Visier (Criminal Intent, Fernsehserie, eine Folge)
- 2007: Barry’s Last Chance (Kurzfilm)
- 2008: Terminator: The Sarah Connor Chronicles (Fernsehserie, 3 Folgen)
- 2008–2009: Privileged (Fernsehserie, 13 Folgen)
- 2011: It’s Always Sunny in Philadelphia (Fernsehserie, eine Folge)
- 2011: CSI: Miami (Fernsehserie, eine Folge)
- 2011: Detroit 1-8-7 (Fernsehserie, 2 Folgen)
- 2011: 90210 (Fernsehserie, 4 Folgen)
- 2012: The Mentalist (Fernsehserie, eine Folge)